# Бурков, Максим Вячеславович
Максим Вячеславович Бурков (эст. Maxim Burkov; 2 июня 2006, Нарва, Эстония) — эстонский хоккеист, крайний нападающий сборной Эстонии.

## Карьера

### Клубная
Воспитанник нарвского хоккея. Также играл за петербургскую детскую команду «Гладиатор». Начинал свою карьеру в команде Паэмурруской спортшколы, которая выступает в Эстонской хоккейной лиге. В 17 лет переехал в Чехию, где он попал в систему клуба «Дукла» (Йиглава). Довольно быстро Буркову удалось пробиться в его основной состав. В 2025 году вместе с ним ему удалось стать победителем Первой чешской лиги.

### В сборной
Максим Бурков выступал за юниорские и молодежную сборную страны. В 2025 году впервые вошел в заявку главной национальной команды Эстонии на участие в домашнем Чемпионате мира по хоккею с шайбой в Первом дивизионе. В стартовой игре турнира с Испанией нападающий отметился двумя забитыми шайбами.

## Достижения
- U18 WJC (D2A) Silver Medal: 2021/22
- U18 WJC (D1B) Top Player on Team: 2022/23
- U18 WJC (D1B) Bronze Medal: 2023/24

- Победитель Первой чешской лиги (1): 2024/25.
- Czechia2 Playoffs Most Points (12): 2024/25
- Czechia2 Best Junior: 2024/25
- U20 WJC (D1B) Top Player on Team: 2024/25
- World Championship (D1B) Bronze Medal: 2024/25